# Hans Schmidt (General)
Hans Joachim Hermann Schmidt (* 28. April 1877 in Ulm; † 5. Juni 1948 in Stuttgart) war ein deutscher General der Infanterie der Wehrmacht im Zweiten Weltkrieg.

## Leben
Hans Schmidt war der Sohn des späteren Generalarztes Dr. med. Hermann Adolf Schmidt (auch von Schmidt, 1839–1915) und seiner Frau Adelheid, geborene Krell (1849–1930).
Er trat am 11. Juli 1895 als Fahnenjunker in die Württembergische Armee ein und wurde Ende 1896 beim Infanterie-Regiment „Alt-Württemberg“ (3. Württembergisches) Nr. 121 aus Ludwigsburg zum Leutnant befördert. Im Ersten Weltkrieg wurde er dort im Rang eines Majors u. a. als Bataillonskommandeur eingesetzt. Nach Kriegsende folgte seine Übernahme in die Reichswehr. Dort wurde er im April 1922 zum Oberstleutnant und im Dezember 1926 zum Oberst befördert. Nach seiner Beförderung zum Generalmajor im Oktober 1929 diente er u. a. vom 1. Februar 1930 bis 31. Januar 1931 als Infanterieführer VI in Hannover und schied anschließend unter Verleihung des Charakters als Generalleutnant aus dem aktiven Dienst.
Bei der Mobilmachung 1939 wurde er reaktiviert und erster Kommandeur der 260. Infanterie-Division. Unter seinem Kommando kämpfte die Division erst im Westfeldzug und nahm ab Mai 1941 am Unternehmen Barbarossa teil. Die Division erreichte am 1. September 1941 als erster Großverband die Desna. Obwohl die Flanken bedroht waren, entschloss sich Schmidt, nachts durch das Infanterie-Regiment 470 den Übergang über die Desna zu erreichen und so einen Brückenkopf am Südufer bei Kisselewka zu bilden. Am 2. September 1941 wurde der Ort Wibli genommen und der Übergang über die Desna war gelungen. Damit war die Verbindung zur Heeresgruppe Süd hergestellt. Am 6. September 1941 wurde ihm dafür das Ritterkreuz des Eisernen Kreuzes verliehen. Ende Dezember 1941 gab er das Kommando über die 260. Infanterie-Division ab.
Am 1. Januar 1942 wurde er zum Kommandierenden General des IX. Armeekorps ernannt, mit dem er bis Mitte Oktober 1943 im Bereich der Heeresgruppe Mitte eingesetzt wurde. Im Februar 1942 war er zum General der Infanterie befördert worden. Am 31. Oktober 1943 wurde er in die Führerreserve versetzt. Seine Mobilmachung wurde Ende Januar 1944 aufgehoben.
Allerdings wurde er im August 1944 wieder in den Dienst berufen. Später übernahm er als Kommandant getarnte Verbände und wurde so Ende 1944 Befehlshaber des „Erkundungsstabes Donaueschingen“, welcher später hauptsächlich aus einem Stab bestehend als 24. Armee firmierte. Von November 1944 bis zum Kriegsende 1945 war er Oberbefehlshaber der hieraus gebildeten 24. Armee, welche ab März 1945 die Bezeichnung „Festung Alpen“ (→ Alpenfestung) und AOK 24 trug. Schmidt soll sich in der Frage der Verteidigung von Konstanz als unnachgiebiger Fanatiker verhalten haben. Am 4. Mai 1945 traten deutsche Parlamentäre seiner Armee in die Verhandlungen mit den französischen Truppen unter General Jean de Lattre de Tassigny, welche der 6. Amerikanischen Heeresgruppe unterstellt waren, um einen Waffenstillstand. Er erhielt als Antwort, dass nur die bedingungslose Kapitulation mit Frist zu 10 Uhr des folgenden Tages in Frage kommen würde und Schmidt brach die Verhandlungen ab. Am selben Tag ließ er, vermutlich um der bedingungslosen Kapitulation gegenüber den Franzosen und einer französischen Gefangennahme zu umgehen, die 24. Armee in die 19. Armee eingliedern, wodurch die 24. Armee formal zur Heeresgruppe G kam. Die Heeresgruppe G hatte durch General der Infanterie Hermann Foertsch im Auftrag von Generalfeldmarschall Albert Kesselring bereits bedingungslos kapituliert und sich der 6. Amerikanischen Heeresgruppe ergeben. Die zur Heeresgruppe G angehörenden 19. Armee hatte aber bereits am 5. Mai separat kapituliert. Schmidt ließ dem französischen General de Lattre mitteilen, dass die Deutschen auch im Namen der Franzosen bereits mit den Amerikanern verhandelten und daher die Sonderverhandlungen unnötig seien. De Lattre erhielt von amerikanischer Seite aus dem Stab von General Jacob L. Devers den Hinweis, dass die Heeresgruppe G eingeschlossen der in Frankreich kämpfenden Einheiten, aber ohne die 24. Armee, am 6. Mai 1945 um Mitternacht kapituliert hätten. Eine Order der Amerikaner erging: es sollte auf eine Übersetzung der Kapitulationstexte ins deutsche und französische gewartet werden. De Lattre schickte, die Order von Devers missachtend, einen Kurier zu General Erich Brandenberger, dem ehemaligen Oberbefehlshaber der 19. Armee, damit dieser die 24. Armee auffordere, vor den Franzosen zu kapitulieren.
Letztendlich ging Schmidt in amerikanische Gefangenschaft. Nur ganz wenige Soldaten gerieten in französische Gefangenschaft, das Gros kam in amerikanische Kriegsgefangenschaft. Ein Auslieferungsersuchen der Franzosen wurde von amerikanischer Seite abgelehnt.
Hans Schmidt war seit März 1922 mit Selma Nagel (* 1884) verheiratet.

## Auszeichnungen
- Eisernes Kreuz (1914) II. und I. Klasse[11]
- Kronen-Orden IV. Klasse[11]
- Ritterkreuz des Königlichen Hausordens von Hohenzollern mit Schwertern[11]
- Bayerischer Militärverdienstorden IV. Klasse mit Schwertern und mit Krone[11]
- Ritterkreuz II. Klasse des Albrechts-Orden[11]
- Ritterkreuz des Württembergischen Militärverdienstordens[11]
- Ritterkreuz I. Klasse des Friedrichs-Orden mit Schwertern[11]
- Württembergisches Dienstehrenzeichen I. Klasse[11]
- Hanseatenkreuz Hamburg[11]
- Österreichisches Militärverdienstkreuz III. Klasse mit der Kriegsdekoration[11]
- Deutsches Kreuz in Gold am 6. November 1942[12]
- Ritterkreuz des Eisernen Kreuzes mit Eichenlaub[12]
  - Ritterkreuz am 22. September 1941
  - Eichenlaub am 24. November 1943 (334. Verleihung)